# نظام الجبر الحاسوبي

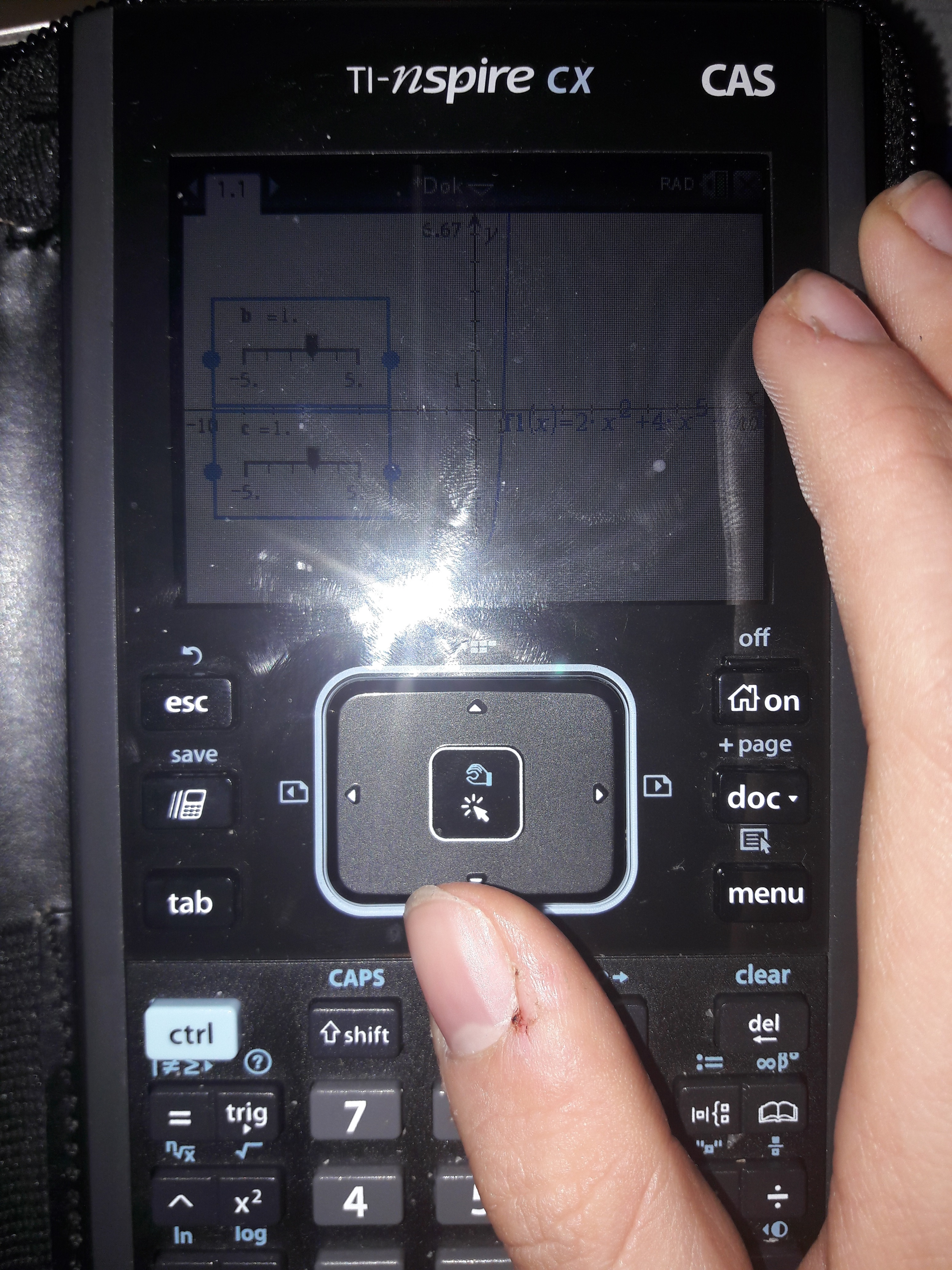
آلة حاسبة بها نظام جبر من تصنيع شركة تكساس إنسترومنتس

نظام الجبر الحاسوبي (بالإنجليزية: Computer algebra system، يُختصر إلى CAS)‏ أو نظام الجبر الرمزي (بالإنجليزية: Symbolic algebra system، يُختصر إلى SAS)‏ هو أي برمجية رياضية لها القدرة على معالجة العبارات الرياضية بطريقة مشابهة للحسابات اليدوية التقليدية للعلماء خاصةً الرياضياتيين. يعد تطوير أنظمة الجبر الحاسوبية في النصف الثاني من القرن العشرين جزءًا من تخصص "الجبر الحاسوبي" أو "الحساب الرمزي"، والذي شجع العمل في الخوارزميات على كائنات رياضية مثل كثيرات الحدود.
يمكن تقسيم أنظمة الجبر الحاسوبية إلى فئتين: متخصصة وعامة الغرض. المتخصصة مكرسة لجزء معين من الرياضيات، مثل نظرية الأعداد، أو نظرية الزمر، أو تدريس الرياضيات الابتدائية.
تهدف أنظمة الجبر الحاسوبية العامة الغرض إلى أن تكون مفيدة للمستخدم الذي يعمل في أي مجال علمي يتطلب معالجة التعبيرات الرياضية. لكي تكون مفيدة، يجب أن يشتمل نظام الجبر الحاسوبي العامة الغرض على ميزات مختلفة مثل:
- واجهة مستخدم تسمح للمستخدم بإدخال الصيغ الرياضية وعرضها، عادةً من لوحة مفاتيح أو تحديدات قائمة أو فأرة أو قلم.
- لغة برمجة ومفسر (عادة ما يكون لنتيجة الحساب شكل وحجم غير متوقعين؛ لذلك هناك حاجة إلى تدخل المستخدم بشكل متكرر)،
- المبسِّط، وهو نظام إعادة كتابة لتبسيط الصيغ الرياضية،
- مدير الذاكرة، بما في ذلك جامع القمامة، الذي يحتاجه الحجم الضخم للبيانات الوسيطة، والتي قد تظهر أثناء الحساب،
- عملية حسابية اختيارية الدقة، يحتاجها الحجم الهائل للأعداد الصحيحة التي قد تظهر،
- مكتبة كبيرة من الخوارزميات الرياضية والدوال الخاصة.

لا يجب أن توفر المكتبة احتياجات المستخدمين فحسب، بل يجب أن توفر أيضًا احتياجات المبسط. على سبيل المثال، يُستخدم حساب القواسم المشتركة الكبرى لكثير الحدود بشكل منهجي لتبسيط العبارات التي تتضمن كسورًا.
يشرح هذا المقدار الكبير من قدرات الحاسوب المطلوبة العدد الصغير لأنظمة الجبر الحاسوبية العامة الغرض. تشمل الأنظمة الهامة أكسيوم [الإنجليزية]، وماكسيما، وماغما [الإنجليزية]، وميبل، وماثيماتيكا، وسايج ماث.